# ブワル
ブワル(Bouar)は、中央アフリカ共和国の都市。人口96,595人（2003年）。ブアルと表記されることもある。中央アフリカ西部に位置する市場町で、ナナ・メンベレ州の州都である。標高1,046 mの高原上にあり、首都バンギとカメルーンとを結ぶ主要道路上にある。バンギからは437km西に、カメルーン国境からは210km東に位置している。近くにはフランス軍のCamp Leclerc基地がある。ブワルは、1911年の第二次モロッコ事件の後のコンゴ協定によりフランスからドイツに移譲されドイツ領新カメルーンの一部となるが、第一次世界大戦の結果、ヴェルサイユ条約によりフランスに再び引き渡された。
ブワルの北と東には70のメガリスが点在しており、2006年4月11日には世界遺産の文化遺産暫定リストにくわえられた。
2013年、国内の宗教間対立が深刻化し、武力衝突が激化したことを受け、フランスとアフリカ連合が武力介入。同年12月、ブワルにも200人規模のフランス軍部隊が進駐した。